# Státní znak Rwandy
Státní znak Rwandy, který však nemá heraldickou podobu a proto se hovoří o státní pečeti, je tvořen kruhovým, bílým polem, lemovaným tmavě zeleným lanem, dole s uzlem (ambulanční spojka). V bílém poli je v přirozených barvách domorodý koš s víkem s hnědým vzorem, dole podložený modrým ozubeným kolem. Z kola vyrůstají podél koše (opět v přirozených barvách) klas sorga a větévka kávovníku. Nad košem je zlaté slunce a nad ním je žlutá stuha (na koncích několikrát přeložená) s černým nápisem REPUBULIKA Y'U RWANDA (česky Republika Rwanda). Po stranách jsou zobrazeny (neobvykle ze strany) dva okrové, domorodé štíty. Pod uzlem je další žlutá stuha s národním mottem UBUMWE – UMURIMO – GUKUNDA IGIHUGU (česky Jednota, práce, vlastenectví).
Zelené lano s uzlem symbolizuje (dle rwandské vlády) průmyslový rozvoj, dosažený těžkou prací. Štíty představují vlastenectví, obranu národní svébytnosti, integrity a spravedlnost. Rostliny (dle jiných zdrojů) symbolizují prosperitu a štíty vlastenecký zápal.

## Historie
Znak byl zaveden společně s novou vlajkou a hymnou po tzv. rwandské genocidě (1994). Vlajka byla změněna rwandským parlamentem 25. října 2001, k její představení však došlo až 31. prosince 2001.